# 一反木綿

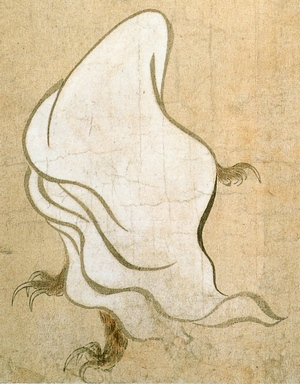
土佐光信《百鬼夜行繪卷》中的一反木綿

一反木綿，是日本傳說中的妖怪。「一反」中的所謂「反」，是日本面積單位。一反現今約為990平方米。日本16世紀太閣檢地之前約為1188平方米。「木綿」即棉花，這裡指的是以綿花製作的布料。「一反木綿」的整體形象，就是一塊有靈體的長形木綿白布。

## 特徵
據稱只要有人在夜間獨個步行於路上，一反木綿就會出現，並且會把人的身體及頭部卷起來。最早期關於一反木綿的傳說源自鹿兒島，在鹿兒島縣高山地方（即今肝屬郡肝付町一帶）就曾經發生過傳聞由一反木綿造成的殺人事件。另外，一反木綿還會以卷著目標的狀態迅速飛起，把人帶到半空中去。
有傳說指，曾經有一名武士被一反木綿襲擊，幸好及時拔刀斬向一反木綿，結果一反木綿逃遁而去，而武士的刀上就留有血跡。日本有很多地方都傳聞出現過一反木綿，於是有很多家長會向出外遊玩晚歸的孩子說「一反木綿會出現的」來恫嚇他們。
近年來，日本方面經常有人聲稱目擊布狀的不明飛行物，令人聯想到一反木綿。除了在傳說發源地鹿兒島之外，東京東高圓寺站的荻窪地區亦有目擊報告，福岡縣更曾有人目擊一反木綿與新幹線並行的場面。在2004年，有人在兵庫縣六甲山上空發現布狀飛行物體，據稱更曾將其拍攝下來。
在水木茂的著名漫畫作品《鬼太郎》中，一反木綿也有登場，更是主人翁一行人的飛行工具，表現相當活躍。牠說話帶有九州腔，性格善良，是該作品中知名度甚高的角色，而且深受歡迎，與其本來會襲擊人類的怪物形象的原型有著極大差別。在水木茂出身地鳥取縣境港市的觀光協會所舉辦的「第一屆妖怪人氣投票」中，一反木綿位列榜首。

## 在動漫界的出現
- 動畫《咯咯咯的鬼太郎》（ゲゲゲの鬼太郎）
  - 第三、五輯配音：八奈見乘兒
  - 第四輯配音：龍田直樹
  - 第一輯第21、22集：富田耕生
- 電影《咯咯咯的鬼太郎》——演出：柳澤慎吾
- PlayStation 2遊戲《咯咯咯的鬼太郎 異聞妖怪奇譚》——配音：緒方賢一
- 動畫《妖狐×僕SS》——角色：反之塚連勝(配音：細谷佳正)
- 漫畫《靈異教師神眉》

手裏劍戰隊忍忍者
・漫畫《妖怪少女》二十八話
- 動畫《妖怪旅館營業中》——角色：反之介 (配音：杉田智和)

## 同類型的妖怪
- 衾

在江戶時代佐渡島一帶出沒的「一反木綿」之一。形象有如大幅的風呂敷，會在晚上突然飛出，撲到行人把目標的頭部包裹著。據說其身體質地奇特，即是多銳利的刀劍都不能把其割開，但只要以染黑了的牙齒攻擊便可以把它們咬開。因此，佐渡島的男性都有「黑齒」的習慣。
- 布團牙冠

傳說發源於愛知縣佐久島。甚少傳說流傳於世，所有相當神秘。據稱其形象有如布團，會飛到人的臉上令人窒息。

## 備注
1. 1 2 3 4  宮本幸枝等著：《日本の妖怪の謎と不思議》17頁、65頁，學習研究社（2007年）
2. ↑  （日語）現代妖怪圖鑑 - 東高圓寺的一反木綿 （页面存档备份，存于） （Alice妖怪王 （页面存档备份，存于）網站內）2008年2月19日
3. ↑  山口敏太郎監修《本当にいる日本の「未知生物」案内》178頁，笠倉出版社（2005年）
4. ↑  （日語）妖怪人氣NO1是一反木綿，鬼太郎只有第4位 （页面存档备份，存于） （在47NEWS （页面存档备份，存于）網頁內）2008年2月22日
5. 1 2  多田克己《幻想世界の住人たち IV 日本編》107頁，新紀元社（1990年）
6. ↑  村上健司《妖怪事典》295頁，每日新聞社（2000年）